# The Best of Sonny & Cher
The Best of Sonny & Cher è un album di raccolta del duo musicale statunitense Sonny & Cher, pubblicato nel 1967.

## Tracce

### Lato A
1. The Beat Goes On - 3:23
2. What Now My Love - 3:28
3. I Got You Babe - 3:11
4. Little Man - 3:15
5. Just You - 3:36
6. Let It Be Me - 2:25

### Lato B
1. A Beautiful Story - 2:52
2. It's the Little Things - 3:31
3. But You're Mine - 3:02
4. Sing C'est La Vie - 3:39
5. Laugh At Me - 2:50
6. Living For You - 3:30